# سامر (اسم)
سامر وهو اسم علم مذكر عربي، معناه: هو المتحدث ليلاً مع القوم، مجلس المتسامرين. واستخدمه العرب جمعاً مثل السمّار؛ فقالوا: السامر: الجماعة الذين يتحدثون ليلاً؛ من السمر الذي هو ظلُّ القمر، أو من تسامر القومُ.